# Поліщук Олександр Степанович
Олександр Степанович Поліщук — директор історико-археологічного музею «Прадавня Аратта — Україна».

## Громадська діяльність
- Від 28 квітня 2011 — член Ради з питань розвитку Національного культурно-мистецького та музейного комплексу «Мистецький арсенал»[2].

## Смерть
Помер 17 жовтня 2021 року.

## Відеоматеріали
- Олександр Поліщук на відкритті музею /Ютюб/